# Course de la Paix 1979
La 32e Course de la Paix  a lieu du 9 au 24 mai 1979. Tracée dans le sens Prague-Varsovie-Berlin (PWB), elle fut le terrain d'une performance du champion soviétique  Sergueï Soukhoroutchenkov qui se pare du maillot jaune le 4e jour de la course et le garde jusqu'à Berlin, où l'écart avec son suivant immédiat est un des plus importants qui aient été réalisé dans l'histoire de cette course.

## La course
112 coureurs répartis dans 19 équipes nationales.
- L'équipe de Cuba, présente sur la Course depuis 1965[2] et l'équipe d'Algérie sont les seules équipes non européennes.
- Les huit équipes de l'Est européen sont présentes: Pologne, Tchécoslovaquie, URSS, Hongrie, Roumanie, Bulgarie, Yougoslavie, RDA.
- Les neuf autres équipes européennes sont : France, Portugal (dont c'est la 1re participation), Danemark, Finlande, Norvège, Suisse, Belgique, Suède, Italie.

Le parcours proposé aux coureurs a la particularité de pénétrer plusieurs jours en Slovaquie, peu visitée par la Course. Or les routes qu'elle offre aux cyclistes, entre massif des Tatras et le Nord du Massif des Carpates, présentent des difficultés pour grimpeurs confirmés.
Après le prologue et les 3 premières étapes, qui avaient permis à Michal Klasa (Tchécoslovaquie) de se mettre en évidence, avec 2 succès d'étape, plus de 30 coureurs se tenaient à moins de 50 secondes du premier, le Bulgare Nentcho Staykov. La 4e étape entre Dubnica et Banska Bistrica offrait 5 "cols" entre les km 21 et 114 sur les 137 km de parcours. Détaché dans un groupe de tête de quelques coureurs, Sergueï Soukhoroutchenkov partait tout seul à plus de 60 km de l'arrivée où ses premiers poursuivants (Harnick, Bartolsic, Romascanu, Staykov) pointèrent à plus de 4 minutes, devancés pour la seconde place de l'étape par un autre Soviétique, Sergeï Nikitenko. Alexandre Averine vainqueur l'année précédente, Aavo Pikkuus vainqueur deux ans auparavant étaient à plus de 5 minutes. Équipiers de luxe d'une équipe soviétique plus forte que jamais. Soukhoroutchenkov remportait l'étape suivante, qui comportait rien moins que 8 escalades comptant pour le prix de la montagne. L'étape contre la montre, 29 km était gagnée par Bernd Drogan, mais Soukhoroutchenkov terminait celle-ci à la... 2e place. Le même Drogan remportait  2 autres succès mais à l'arrivée à Berlin, c'est à 6 minutes 27 secondes que le Soviétique reléguait son second Andreas Petermann. Déjà vainqueur début mai du Tour des régions italiennes, quelques mois plus tard Soukhoroutchenkov remportait son 2e Tour de l'Avenir, réalisant un tiercé unique.

### Les étapes
| #        | Date   | Villes étapes                                   | km         | Vainqueur                 | Leader                    |
| -------- | ------ | ----------------------------------------------- | ---------- | ------------------------- | ------------------------- |
| Prologue | 9 mai  | Circuit dans Prague (TCH)                       | 9,5 (clm)  | Jan Jankiewicz            | Jan Jankiewicz            |
| 1        | 10 mai | Prague (TCH) - Pardubice (TCH)                  | 127        | Nentcho Staykov           | Nentcho Staykov           |
| 2        | 11 mai | Pardubice (TCH) - Olomouc (TCH)                 | 163        | Michal Klasa              | Nentcho Staykov           |
| 3        | 12 mai | Olomouc (TCH) - Dubnica nad Váhom (TCH)         | 1175       | Michal Klasa              | Nentcho Staykov           |
| 4        | 13 mai | Dubnica nad Váhom (TCH) - Banská Bystrica (TCH) | 137        | Sergueï Soukhoroutchenkov | Sergueï Soukhoroutchenkov |
| 5        | 14 mai | Pohronská Polhora (TCH) - Košice (TCH)          | 169        | Sergueï Soukhoroutchenkov | Sergueï Soukhoroutchenkov |
| 6        | 16 mai | Svidník (TCH) - Krynica (POL)                   | 180        | Walter Clivati            | Sergueï Soukhoroutchenkov |
| 7        | 17 mai | naściszowa (POL) - Nowy Sacz (POL)              | 29,6 (clm) | Bernd Drogan              | Sergueï Soukhoroutchenkov |
| 8        | 17 mai | Nowy Sacz (POL) - Rzeszów (Pol)                 | 165        | Luigi Travellin           | Sergueï Soukhoroutchenkov |
| 9        | 18 mai | Sandomierz (POL) - Varsovie (POL)               | 206        | Krzysztof Sujka           | Sergueï Soukhoroutchenkov |
| 10       | 20 mai | Critérium dans Szczecin (POL)                   | 58,5       | Krzysztof Sujka           | Sergueï Soukhoroutchenkov |
| 11       | 21 mai | Szczecin (POL) - Rostock (RDA)                  | 206        | Domenico Parsani          | Sergueï Soukhoroutchenkov |
| 12       | 22 mai | Rostock (RDA) - Neubrandenburg (RDA)            | 154        | Benjamin Vermeulen        | Sergueï Soukhoroutchenkov |
| 13       | 23 mai | Neubrandenburg (RDA) - Neubrandenburg (RDA)     | 32 (clm)   | Bernd Drogan              | Sergueï Soukhoroutchenkov |
| 14       | 24 mai | Neubrandenburg (RDA) - Berlin (RDA)             | 134        | Bernd Drogan              | Sergueï Soukhoroutchenkov |

## Le classement général
|     | Cycliste                  | Équipe |    | Temps            |
| --- | ------------------------- | ------ | -- | ---------------- |
| 1.  | Sergueï Soukhoroutchenkov | URSS   | en | 47 h 03 min 56 s |
| 2.  | Andreas Petermann         | RDA    | +  | 6 min 27 s       |
| 3.  | Krzysztof Sujka           | POL    |    | 6 min 41 s       |
| 4.  | Jan Jankiewicz            | POL    |    | 6 min 42 s       |
| 5.  | Aavo Pikkuus              | URSS   |    | 7 min 17 s       |
| 6.  | Jan Krawczyk              | POL    |    | 7 min 46 s       |
| 7.  | Nentcho Staykov           | BUL    |    | 8 min 10 s       |
| 8.  | Bernd Drogan              | RDA    |    | 8 min 11 s       |
| 9.  | Czesław Lang              | POL    |    | 8 min 39 s       |
| 10. | Hans-Joachim Hartnick     | RDA    |    | 10 min 17 s      |

## Les classements annexes

### Classement du plus combatif
|   | Cycliste         | Points |
| - | ---------------- | ------ |
| 1 | Jan Jankiewicz   | 63     |
| 2 | Sergeï Nikitenko | 53     |
| 3 | Aavo Pikkuus     | 24     |

### Classement du combiné
|   | Cycliste          | Points |
| - | ----------------- | ------ |
| 1 | Aavo Pikkuus      | 136    |
| 2 | Michal Klasa      | 182    |
| 3 | Andreas Petermann | 189    |

### Classement du meilleur grimpeur
|   | Cycliste                  | Points |
| - | ------------------------- | ------ |
| 1 | Sergueï Soukhoroutchenkov | 66     |
| 2 | Nentcho Staykov           | 35     |
| 3 | Georg Fortunov            | 35     |

### Classement par équipes
|   | Équipe             | Temps                |
| - | ------------------ | -------------------- |
| 1 | URSS               | en 141 h 25 min 10 s |
| 2 | Pologne            | + 6 min 15 s         |
| 3 | Allemagne de l'Est | + 10 min 77 s        |
| 4 | Tchécoslovaquie    | + 17 min 58 s        |
| 5 | Bulgarie           | + 20 min 44 s        |

Les équipes placées :
- URSS
  - Sergueï Soukhoroutchenkov, 23 ans, 1er
  - Aavo Pikkuus, 24,5 ans, 5e
  - Ramazan Galaletdinov, 21 ans, 12e
  - Saïd Gusseïnov, 24 ans, 16e
  - Alexandre Averine, 25 ans, 28e
  - Sergeï Nikitenko, 23 ans, 32e
- Pologne
  - Krzysztof Sujka, 24 ans, 3e
  - Jan Jankiewicz, 24 ans, 4e
  - Jan Krawczyk, 23 ans, 6e
  - Czesław Lang, 24 ans, 9e
  - Tadeusz Mytnik, 31 ans, 14e
  - Irineusz Walczak, 52e